# David Sánchez (historietista)
David Sánchez (Madrid, 1977) es un diseñador e historietista español.

## Biografía
David Sánchez creó la marca de camisetas Mong T-Shirts, ha diseñado portadas e ilustrado multitud de revistas, como El País de las Tentaciones o Rolling Stone.
En 2009 empezó a serializar en la revista El Manglar su primera novela gráfica, Tú me has matado, obra por la que obtuvo el Premio Josep Toutain al Autor Revelación en el Salón del Cómic de Barcelona de 2011.
En 2012 publicó su segunda obra de envergadura, No cambies nunca.

## Obra

### Cómic
- Tú me has matado (Astiberri, 2010)
- No cambies nunca (Astiberri, 2012)
- La muerte en los ojos (Astiberri, 2012)
- Videojuegos (Astiberri, 2013)
- Un millón de años (Astiberri, 2017)
- Museomaquia (con Santiago García) (Astiberri/Museo Thyssen-Bornemisza, 2017)
- En otro lugar, un poco más tarde (Astiberri, 2019)
- Los años de internet (con Damian Bradfield) (Astiberri, 2021)
- Fuego de bengala (Astiberri, 2023)
- El rey de los caracoles (con David Pamies) (Dolmen, 2024)

## Estilo
Gráficamente, muestra una gran influencia del estadounidense Charles Burns.